# مهند السعد
مهند السعد (عربی: مهند السعد؛ زادهٔ ۱۶ ژانویهٔ ۱۹۸۹) یک ورزشکار اهل عربستان سعودی است.
از باشگاه‌هایی که در آن بازی کرده‌است می‌توان به باشگاه فوتبال القادسیه عربستان سعودی و باشگاه فوتبال الفیصلی عربستان سعودی اشاره کرد.